# فرودگاه سنگرردی
فرودگاه سنگرردی (به انگلیسی: Sangarédi Airport) یک فرودگاه است . این فرودگاه در شهر سانگاردی کشور گینه قرار دارد .